# 山清路

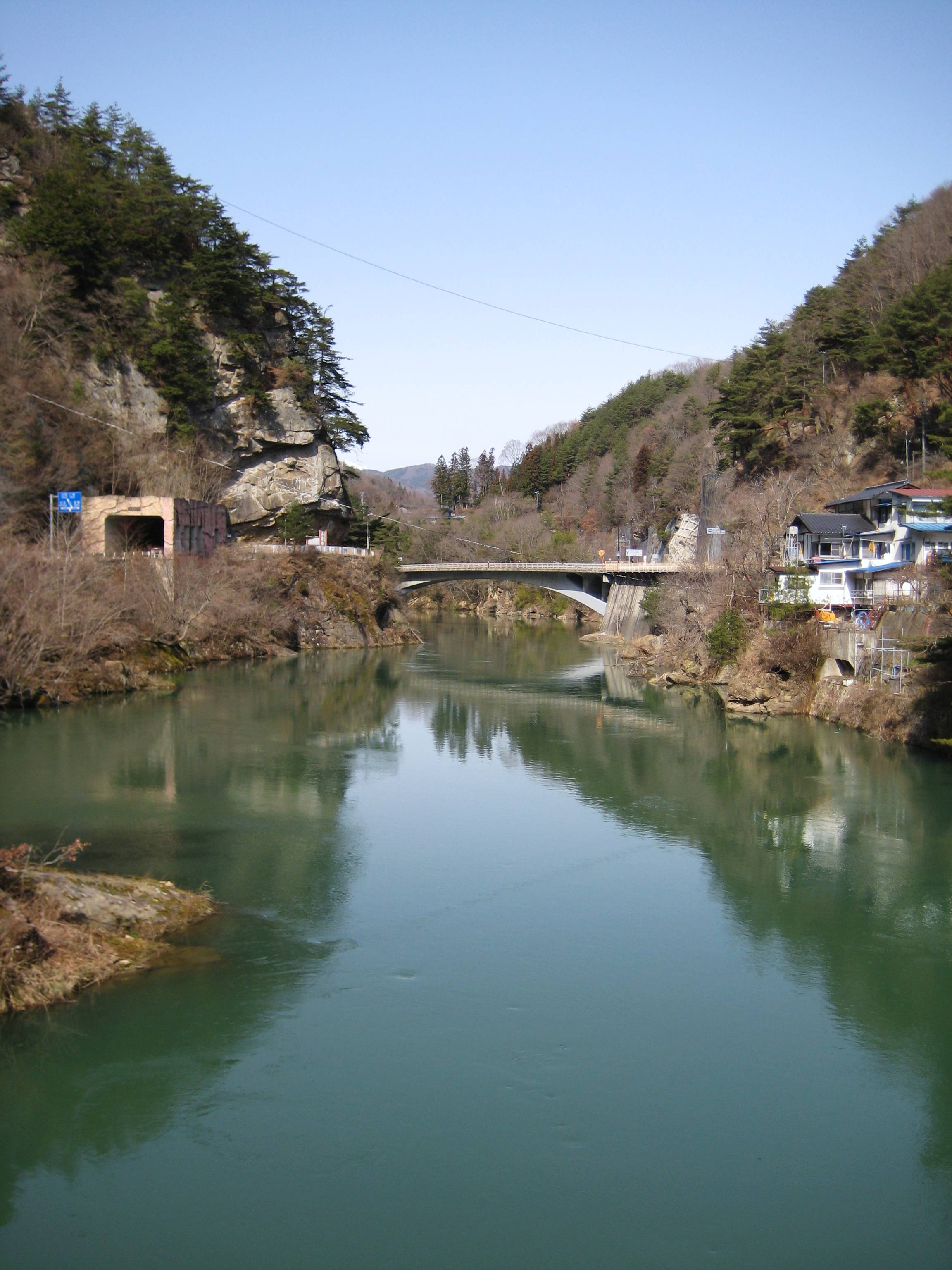
山清路橋の上から上流（新山清路橋側）を見る

山清路（さんせいじ）は、長野県東筑摩郡生坂村にある名勝。聖山高原県立公園。

## 地理
飛騨山脈（北アルプス）を水源とする犀川は、松本盆地を過ぎて長野盆地へと至る間、蛇行を繰り返しながら深い峡谷を成す。犀川は生坂村にて支流の金熊川（かなくまがわ）と麻績川（おみがわ）を合流させており、このあたり延長1キロメートルの区間が名勝・山清路とされている。
地名の由来は諸説あり、『角川日本地名大辞典』によれば、犀川・金熊川・麻績川という三川（三つの川）が交わる所からだとか、「山清寺」という名の寺にちなむともいう。また、『安曇の古代』の著者・仁科宗一郎は『仁科濫觴記』の記述から、古代に治水のための工事（＝山征）が行われた場所、すなわち「山征地」から来たと推察している（後述）。
当地の地形は麻績累層と呼ばれる地層が犀川に浸食されて形成された。北の金戸山（かなとこやま）、南の雲根山に挟まれ、川の両岸は最高で60メートルの断崖となっている。春はヤマツツジ・ヤマブキ・フジといった花が断崖に咲き、夏は山々が緑に包まれ、秋は紅葉、冬は雪景色と四季を通して美しいことから、古くから名勝として知られてきた。犀川通船と呼ばれる水運（河川舟運）が行われていた時代、山清路は難所であったが、いざ小舟に乗って川下りをすれば、まるで仙人の住まう世界を周遊しているようだとも評されている。
かつては河床には奇岩・猿とび岩を始め、水神釜や竜神の岩穴といった景色を見ることができたが、1957年（昭和32年）に東京電力の発電用ダムである平ダムが完成。ダムは山清路の下流1キロメートルの地点に位置しており、ダムから上流6キロメートルの区間が水没し、長く曲がりくねった人造湖が誕生した。この変貌について、『角川日本地名大辞典』には「峡谷の景観は失われ、山の湖として新しい観光地に生まれ変わった」と記されている。

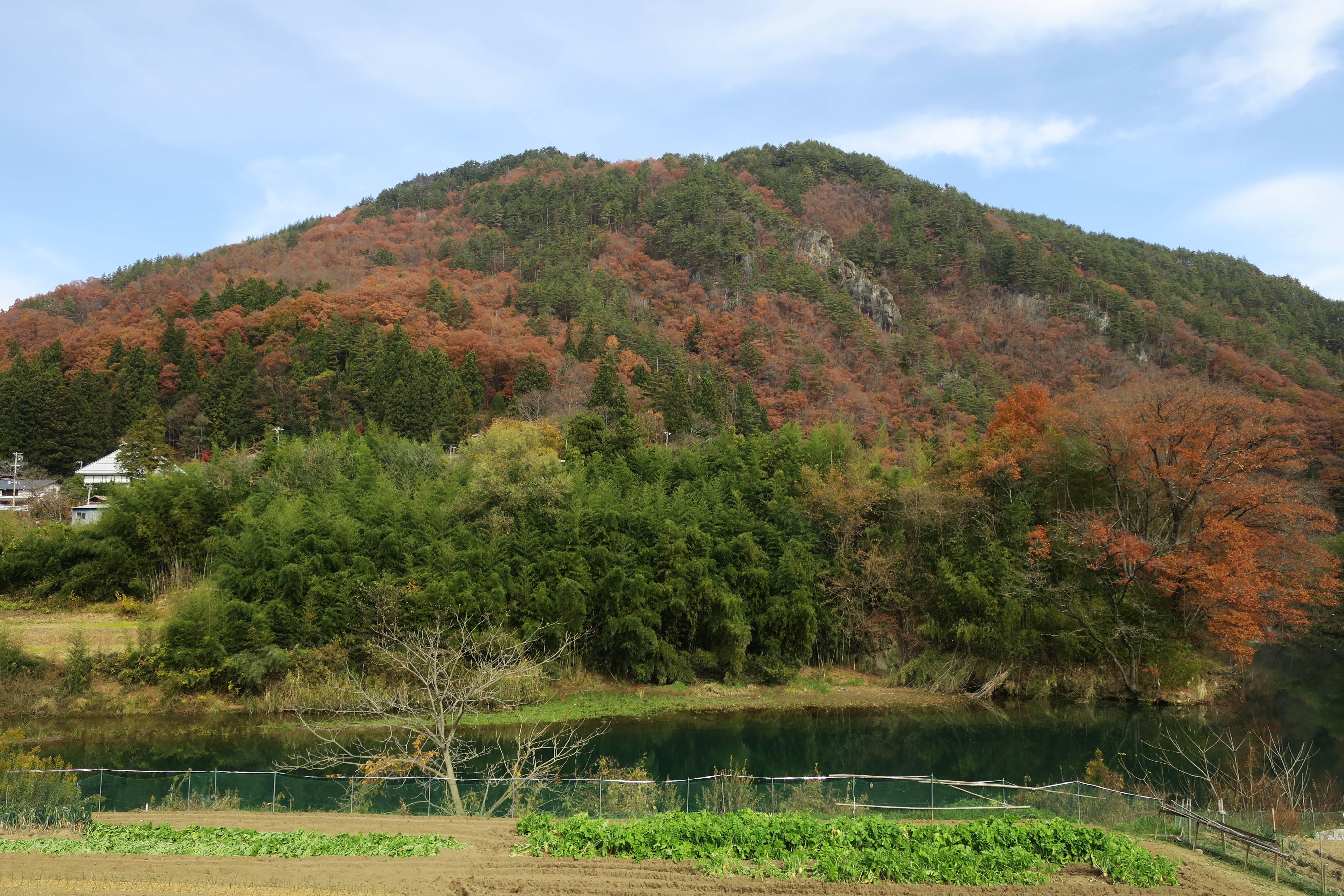
金戸山
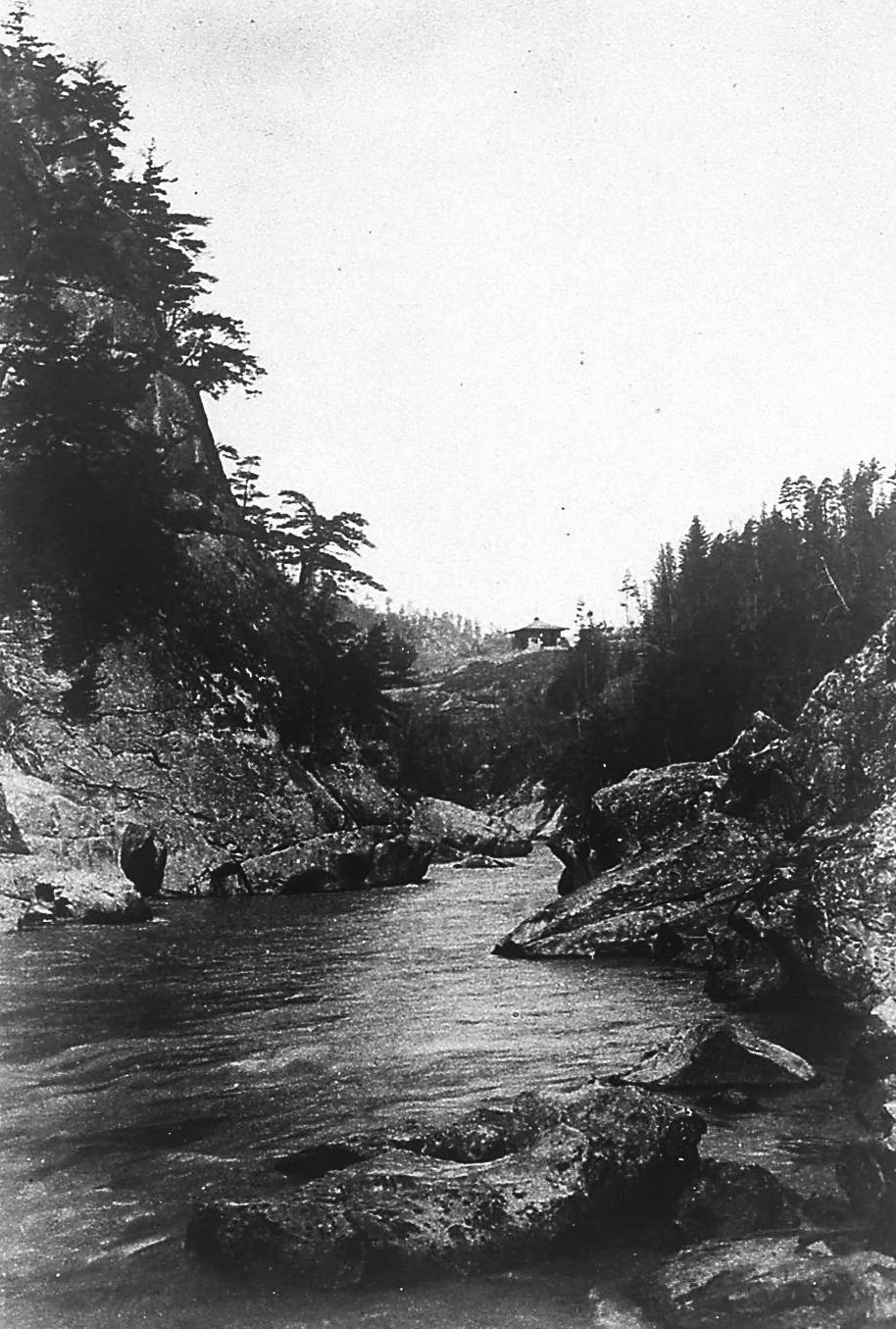
開発前の山清路
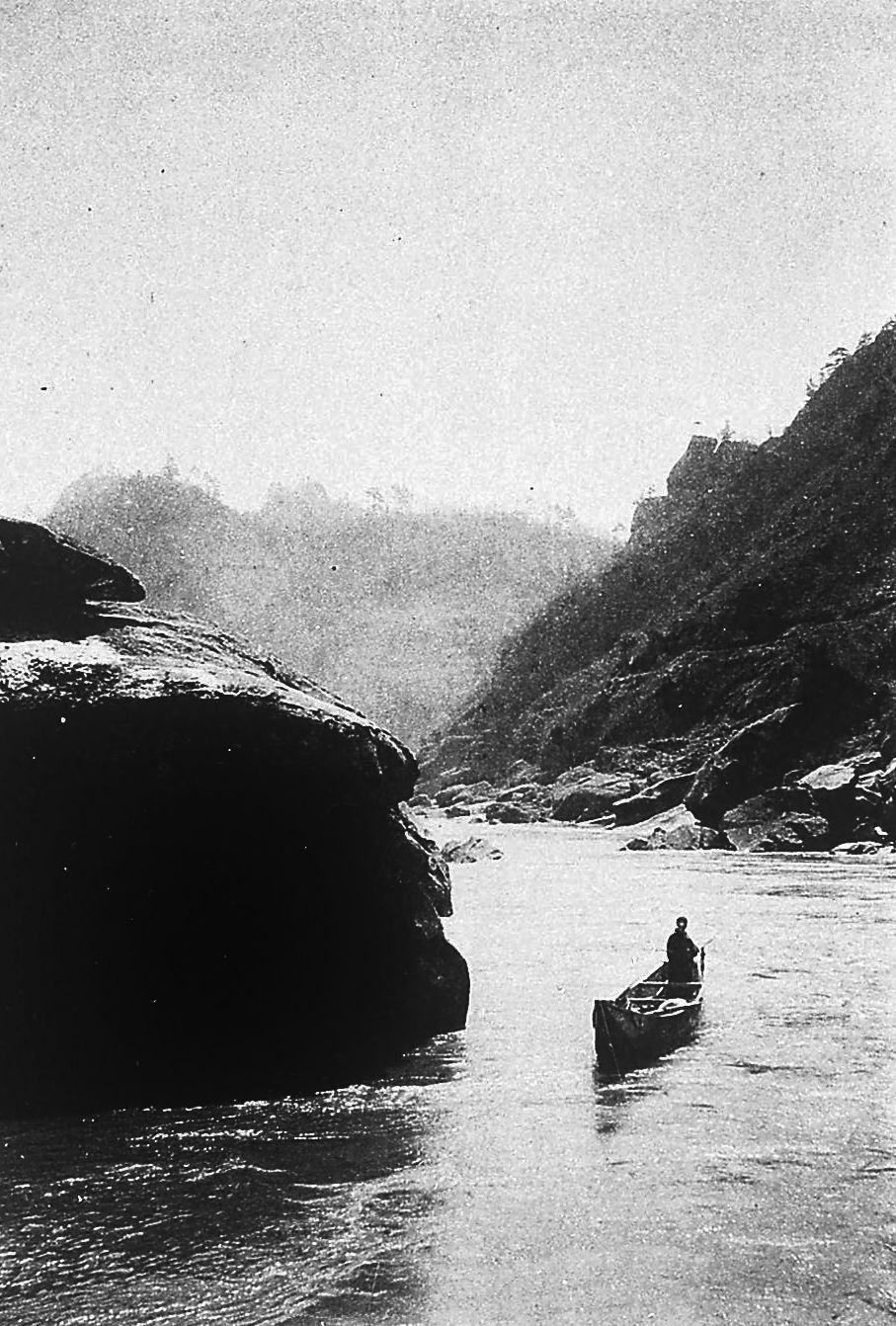
山清路を行く舟

## 交通
山清路では国道19号と長野県道55号大町麻績インター千曲線が交差しており、北は長野市、南は安曇野市・松本市、東は東筑摩郡筑北村・麻績村、西は大町市へと、それぞれつながっている。
現在の山清路橋は1934年（昭和9年）に架けられたもので、完成当時発行されていた建築および土木工学関係の技術雑誌である『土木建築工事画報』でも紹介された。1960年代後半には新山清路橋が開通した。
現在はさらに、長野県道55号大町麻績インター千曲線の山清路バイパスとして山清路大橋が2020年（令和2年）12月13日に開通し、長野19号防災事業として山清路の西側を通過する国道19号のトンネルが建設中である。この建設中の山清路大橋では、2019年（令和元年）8月24日に仮設の鉄塔が根元から倒れる事故が起きたが、けが人はなかった。現場は9月11日まで通行止めとなり、迂回措置が取られた。

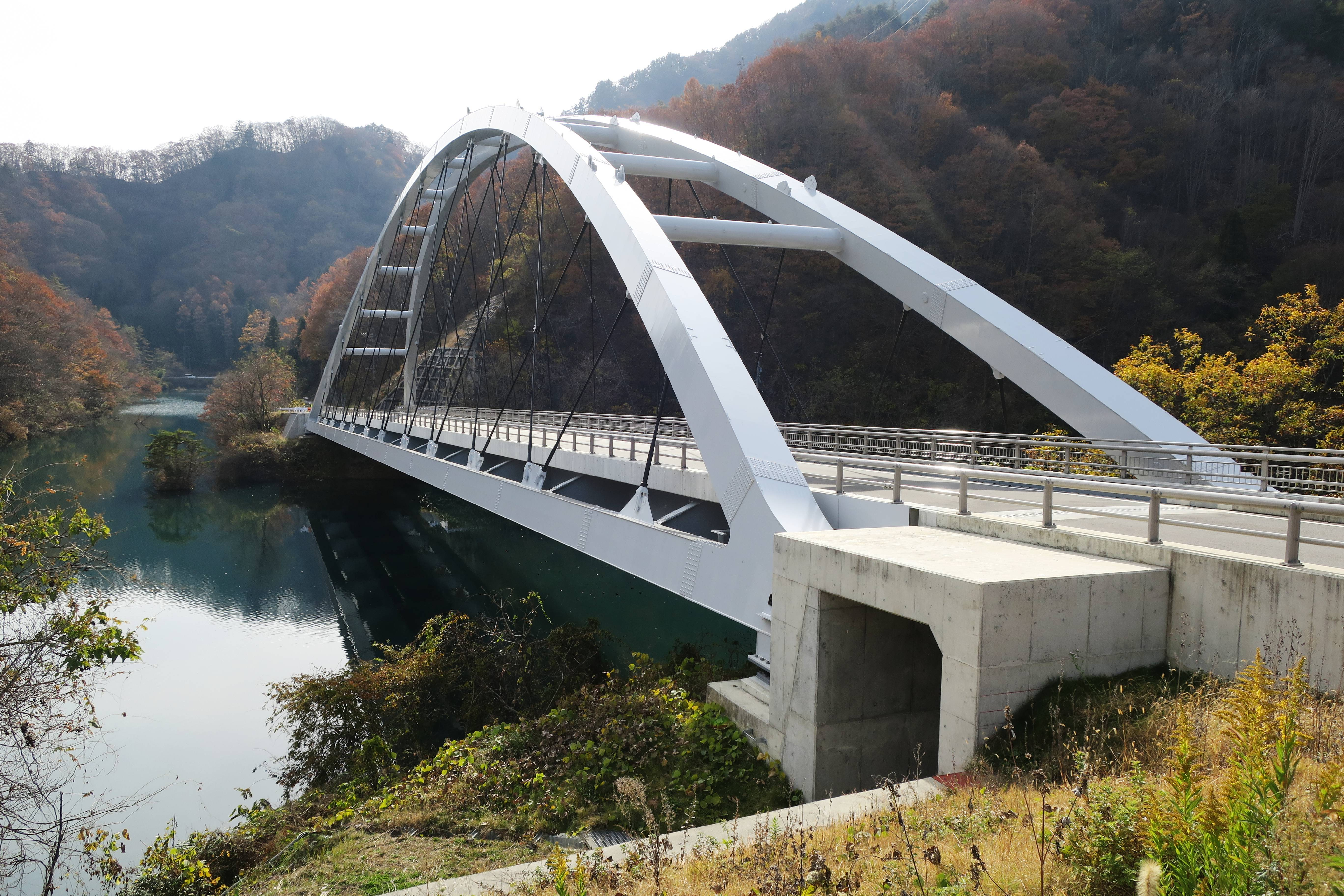
山清路大橋

| 橋名     | 山清路橋（先々代）    | 山清路橋（先代）                          | 山清路橋（現行）            | 新山清路橋                  | 山清路大橋                                           |
| -------- | --------------------- | ----------------------------------------- | --------------------------- | --------------------------- | ---------------------------------------------------- |
| 開通年   | 1901年                | 1916年                                    | 1934年                      | 1967年 （1968年？）         | 2020年                                               |
| 型式     | 投渡 （木造方杖橋？） | 木造方杖橋 ※1929年当時は 木造上路トラス橋 | RC上路固定 オープンアーチ橋 | PC上路固定 オープンアーチ橋 | 鋼単純下路式 バスケットハンドル型 ニールセンローゼ橋 |
| 全長 (m) | 38                    | 不明                                      | 39.5                        | 100                         | 136                                                  |
| 幅員 (m) | 3                     | 不明                                      | 5.5                         | 6                           | 車道部：6.5 歩道部：2.5                              |
| 出典     | [ 16 ]                | [ 17 ]                                    | [ 9 ]                       | [ 10 ]                      | [ 18 ]                                               |

- 山清路大橋

## 伝承
安筑治水の伝承と泉小太郎伝説
『仁科濫觴記』に以下のような記述がある。
崇神天皇の末の太子であり、垂仁天皇の弟にあたる仁品王（仁科氏の祖）が都より王町（現・大町市）に下った際、安曇平（安曇野の古称）が降水時に氾濫して水浸しになることを憂い、解決を命じた。治水工事に長けた白水郎（あまこ）の長の日光（ひかる）の指導の下、工事が施工（＝山征）され、この場所の川幅が広げられたため、氾濫は止んだ。このため、山征をした場所ということで「山征場」あるいは「山征地」と名づけられた。
仁科宗一郎は、自著『安曇の古代』に「特に山清路の難関を解決した偉業、これは岩山を龍に乗じて乗り割ったというような壮大な話に昇華するほど人々の願望に応え、また讃えられる仕事であったわけである」（引用）と記し、この治水工事の話が「泉小太郎伝説」となって今日に伝えられているとの考えを示した。

## その他
山清路巨峰
生坂村の名産。かつて盛んだった養蚕業が衰退したことで、桑畑がブドウの果樹園に転用された。